# Elfriede Jaeger
Pour les articles homonymes, voir Jaeger.
Elfriede Jaeger (Reudnitz, 4 février 1899 - Hanovre, 10 mai 1964) est une femme politique allemande. 